# مطار لا تونتوتا الدولي
مطار لا تونتوتا الدولي (بالفرنسية: Aéroport de Nouméa - La Tontouta)‏ (إياتا: NOU، إيكاو: NWWW) هو مطار دولي يخدم مدينة نوميا، عاصمة كاليدونيا الجديدة.

## خطوط وشركات الطيران

### المسافرون
| شركـات طيـران   | الوجهات |
| --------------- | --- |
| طيران نيوزيلندا | مطار أوكلاند الدولي |
| طيران فانواتو   | لوغانفيل، بورت فيلا |
| إيركالين        | مطار أوكلاند الدولي، مطار بريزبان، مطار ملبورن الدولي، نادي، مطار كانساي الدولي، مطار فا الدولي، بورت فيلا، مطار سيدني، مطار ناريتا الدولي، جزيرة واليس شارتر : مطار هانغتشو شياوشان الدولي |
| كانتاس          | مطار بريزبان، مطار سيدني |